# 케르치 해협

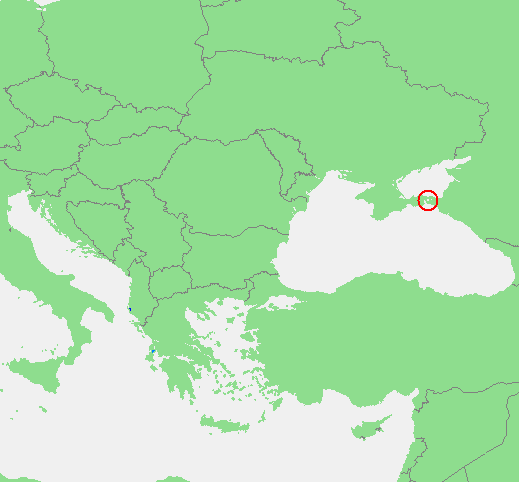
케르치 해협의 위치

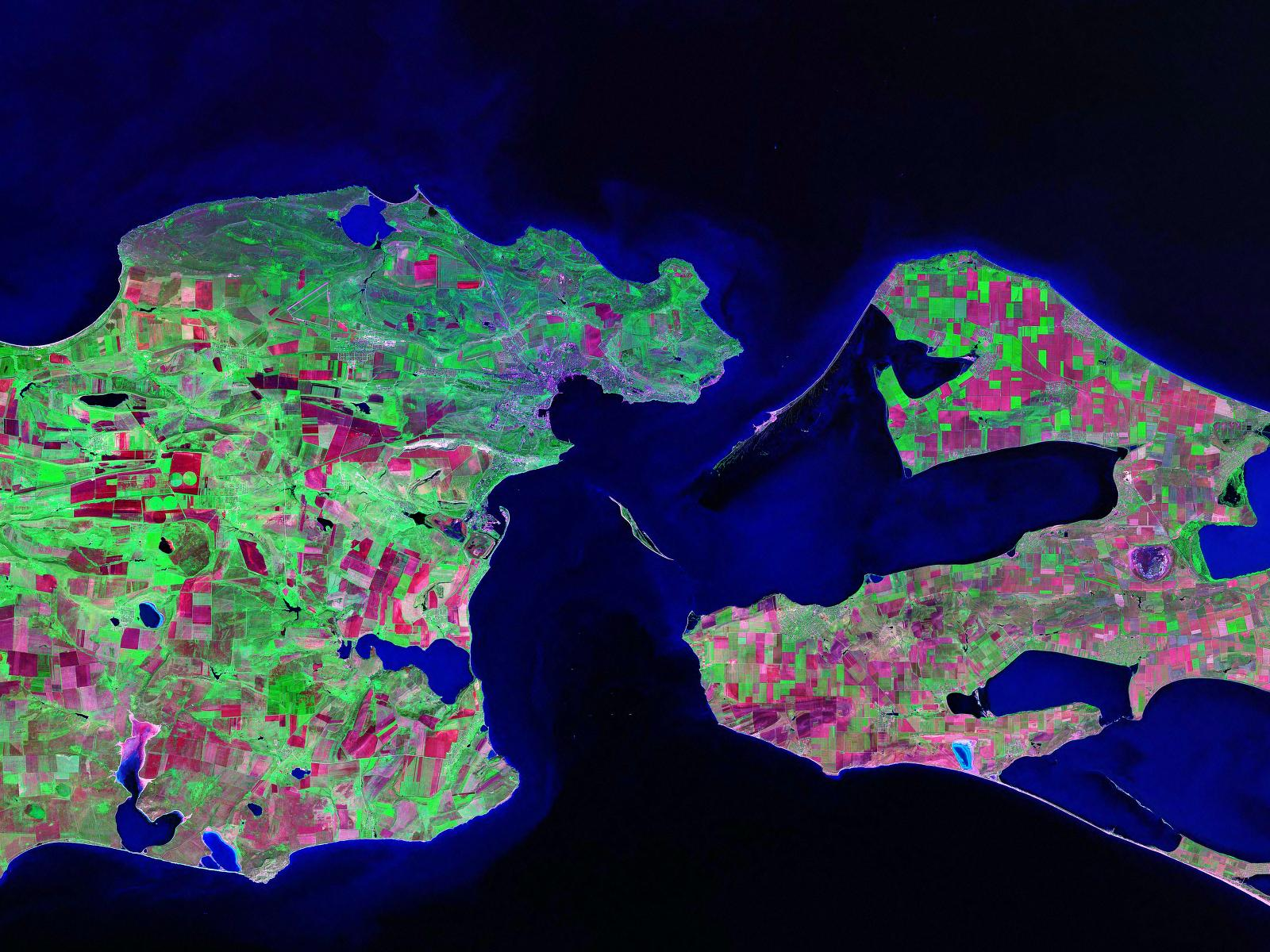
케르치 해협의 위성 사진

케르치 해협(러시아어: Керченский пролив, 우크라이나어: Керченська протока, 크림 타타르어: Keriç boğazı, 문화어: 께르치 해협)은 흑해와 아조프해를 잇는 해협으로 서쪽은 크림반도, 동쪽은 타만반도에 접해 있다. 길이는 4.5 - 15 km이고 깊이는 18m이다. 가장 큰 도시는 케르치이다. 고대에 케르치 반도는 '크리미아 보스포러스'로 알려졌다.

## 운송
해협을 가로지르는 페리 수송은 1953년에 확립되었고, 크림반도와 크라스노다르 지방을 연결하고 있다. 원래는 4개의 기차-페리 노선이 있었다. 나중에는 3개의 자동차-페리 노선으로 끝났다. 철도를 이용한 운송은 거의 40년 가까이 계속 이뤄졌다. 기차 - 페리 노선은 1980년대 말에 노후화되었고 나중에는 다른 것으로 운행되었다. 그러나 2004년 가을에 새로운 선박 노선이 기차 교통이 다시 재건되었다.
또한 다리를 건설하기 위해 몇가지 경우가 시도되었다. 한가지 예로, 페리 수송을 대신해서 케르치 해협을 다리로 연결하는 것이지만, 지리적인 어려움으로 다리를 만드는 것이 불가능했다.

## 지역 주변 정보
몇 개의 생선 가공 공장이 케르치 반도 쪽 크림반도의 해안에 위치해 있다. 생선 잡이 기간 동안에는, 많은 어부들이 생선을 반도의 공장으로 생선을 실어 나른다.

## 같이 보기
- 크림 대교
- 투즐라섬
- 2018년 케르치 해협 사건